# ATAC
ATAC 주식회사(이탈리아어: Azienda Tramvie ed Autobus del Comune di Roma, "로마 코무네 전철 및 버스 주식회사")는 이탈리아 로마 및 주변 코무네의 대중교통을 운영하는 기관이다. 1909년 창립되었다.

## 운영중인 교통 목록

### 지하철
- 로마 지하철 A선: 아나니나 - 바티스티니
- 로마 지하철 B선: 라우렌티나 - 레비비아/콘카 도로
- 로마 지하철 C선: 몬테 콤파트리-판타노 - 파르코 디 첸토첼레

### 철도
- 로마-리도 선
- 로마-자르디네티 선
- 로마-치비타카스텔라나-비테르보 선